# ورخنه‌آکباشوو
ورخنه‌آکباشوو (انگلیسی: Verkhneakbashevo) یک شهرک در شهرستان کوشنارنکوفسکی جمهوری باشقیرستان در کشور روسیه است.